# Vitina (ort)
Vitina är en ort i Bosnien och Hercegovina.   Den ligger i entiteten Federationen Bosnien och Hercegovina, i den södra delen av landet, 100 km sydväst om huvudstaden Sarajevo. Vitina ligger 84 meter över havet och antalet invånare är 4 384.
Terrängen runt Vitina är kuperad åt sydväst, men åt nordost är den platt.Närmaste större samhälle är Ljubuški, 6,7 km sydost om Vitina. 
Runt Vitina är det ganska tätbefolkat, med 93 invånare per kvadratkilometer.